# Stala & SO.
Stala & SO. — финская рок-группа, основанная в 1997. В 2011 группа участвовала с песней Pamela в финском отборочном туре конкурса Евровидение. 16-го февраля 2011 года группа выпустила дебютный альбом «It Is So.»

## История
Основанные в 1997 году, So. известны мелодичными рок напевами и профессиональной музыкальностью. Группа возглавляемая харизматичным музыкантом Сталой, взяла их музыку под собственное руководство, не полагаясь на помощь других записывающих компаний. Их выступления вживую и музыка, написанная Сталой и другими участниками группы, развлекала зрителей, собирая много фанатов в течение последних 10 лет.
После того, как Стала покинул Lordi, группа выпустила дебютный альбом «It Is So.» В начале 2011 года группа принимала участие в финском песенном конкурсе Евровидение под именем Stala & So. 13-го апреля 2011 года был выпущен клип на песню «Bye Bye» (первый клип в нынешнем составе). 22 февраля 2013-го вышел в свет второй альбом под названием «Play Another Round». 21 августа 2015-го года выйдет третий альбом с одноимённым названием группы.

### Участники
- Стала — Вокал
- Ник Гор — Бас
- Сами Джей — Соло-гитара
- Патэ Вон — Ритм-гитара
- Руди Фабритиус — Ударные

### Бывшие участники
- Сампо Лексис — Гитара (1997)
- Хаза — Гитара (1998)
- Сэр Микко — Ударные (1998)
- Грон — Гитара (1999—2001)
- Ана — Гитара (2001)
- Ренска — Ударные (1999—2009)
- Хэнк — Ударные (2010—2015)

## Дискография

### Альбомы
- It Is So. (2011)
- Play Another Round (2013)
- Stala & So (2015)

### Синглы
- Everything For Money (2010)
- Life Goes On (2012)
- Rock Until I’m Done (2013)
- Shine Out (2014)
- When the Night Falls (2015)

### Мини-альбомы
- Gimme Five (2011)
- Naughty or Nice (2013)

### EP
- 3 + 1 (2001)
- Shout! (2008)

### Демо
- SO. (1998)
- Zap to SO. (1999)